# Haszán Zoltán
Haszán Zoltán (1975), magyar újságíró, a 444 munkatársa.

## Életrajz
1975-ben született. Diósdon nőtt fel. Kezdetben Diósdon járt iskolába, majd Budapesten folytatta a tanulást. A budapesti Arany János Gimnáziumban érettségizett. Érettségi után a jogi egyetemre jelentkezett, de akkor még nem vették fel. A katonaságtól való leszerelése után a Magyar Hírlaphoz került, 1994-től 2001 tavaszáig ott dolgozott.
2003-ban Haszán Zoltán vehette át a Gőbölyös Soma-díjat a Népszabadságban megjelent Országimázs – családi haszon című cikkéért.
A Szegedi Tudományegyetemen 2005-ben Az etalon újságírás fekete éve, avagy a New York Times Csernobiljától a hírműsorok Titanicjáig címmel írta diplomamunkáját.
2006. március 15-én Juhász Ferenc honvédelmi miniszter a II. osztályú Honvédelemért Kitüntető Címet adományozott neki.
2013-ban Haszán Zoltán az Index főszerkesztő-helyetteseként felmondott az Indexnél.
Az Uj Péter által alapított 444 hírportálhoz ment újságírónak.